# Två bröder
Två bröder är en svensk film från 1912 i regi av Georg af Klercker. 

## Handling
En direktör har två söner, den ene sonen gifter sig med en fattig flicka och förskjuts av fadern och brodern blir ensam arvinge. På sin dödsbädd ångrar han sig dock och återinsätter sonen som arvinge. Brodern bestämmer sig för att förhindra detta genom att förstöra det nya testamentet och mörda fadern. Han lejer en mördare och under rättegången begår de båda mened och får brodern dömd till döden. Den lejde mördaren erkänner på sin dödsbädd och räddar den dödsdömde i sista stund så att han kan återförenas med sin älskade hustru.

## Om filmen
Inspelningen av filmen skedde vid Svenska Biografteaterns ateljé på Lidingö. 
Vid censurgranskningen totalförbjöds filmen med motiveringen "Filmen framställer grova förbrytelser på sådant sätt och i sådant sammanhang, att den kan verka förråande o till förvillande av rättsbegreppen". Förbudet överklagades hos Kungl. Maj:t av filmens författare Algot Söderström men civilminister Axel Schotte befäste emellertid censurens totalförbud. Filmen kom aldrig att visas i Sverige.

## Rollista i urval
- Fritz Strandberg
- Eugen Nilsson
- Birger Lundstedt
- Tollie Zellman
- Ingeborg "Bojan" Nilsson